# Estación de Gouveia
La Estación Ferroviaria de Gouveia, igualmente conocida como Estación de Gouveia, es una estación de ferrocarriles de la línea de Beira Alta, que sirve a la parroquia de Abrunhosa-a-Velha, en el distrito de Viseu, en Portugal.

## Características

### Localización y accesos
Se puede acceder por la Calle de la Estación, en la localidad de Gouveia.

### Descripción física
En enero de 2011, tenía dos vías de circulación, con 319 y 106 metros de longitud; las dos plataformas tenían, respectivamente, 203 y 155 metros de extensión, y 45 y 35 centímetros de altura.

## Historia

### Inauguración
Se encuentra en el tramo entre Pampilhosa y Vilar Formoso de la línea de Beira Alta, que entró en servicio, de forma provisional, el 1 de julio de 1882, teniendo lugar la inauguración de toda la línea, entre Figueira da Foz y la frontera con España, el 3 de agosto del mismo año, por la Compañía de los Caminhos de Ferro Portugueses de Beira Alta.

### sigloXXI
En agosto de 2009, la circulación ferroviaria fue suspendida, durante cerca de siete horas, en la línea de Beira Alta, entre esta plataforma y Contenças, debido a un incendio en Contenças de Baixo.